# Sam's Son
Sam's Son är en amerikansk dramafilm från 1984 med manus och regi av Michael Landon. Filmen var Landons regidebut och enda spelfilm, den är löst baserad på hans egna upplevelser i ungdomen. I huvudrollerna ses Eli Wallach, Anne Jackson, Timothy Patrick Murphy, Hallie Todd, Jonna Lee, James Karen och Landon i en cameoroll.
Filmen handlar om Gene Orowitz, en gymnasieelev som kämpar med sin sängvätning, finner styrka i filmen Simson och Delila (Samson and Delilah) och når framgång som distanslöpare i friidrottslaget.

## Rollista i urval
- Eli Wallach - Sam Orowitz
- Anne Jackson - Harriet Orowitz
- Timothy Patrick Murphy - Gene Orowitz
- Hallie Todd - Cathy Stanton
- Alan Hayes - Robert Woods
- Jonna Lee - Bonnie Barnes
- Michael Landon - Gene Orman
- Howard Witt - Cy Martin
- James Karen - Mr. Collins